# Margarida de Antioquia
Margarida de Antioquia (Antioquia da Pisídia,? – ?, 304 d.C.), também conhecida como Santa Margarida, é uma santa cristã, virgem e mártir, inscrita no grupo dos Catorze santos auxiliares, cuja celebração litúrgica se situa, tal como na Igreja Anglicana, a 20 de julho. Na Igreja Ortodoxa é venerada como Marina de Antioquia, três dias antes, a 17 de julho. A sua devoção Ocidental a esta personagem foi reavivada com as Cruzadas. A sua reputação incluía indulgências muito poderosas para todos quanto escrevessem ou lessem a sua vida, ou invocassem a sua intercessão. Não há dúvidas que isto contribuiu decisivamente para o alastramento do seu culto.

## Biografia
Segundo a Legenda Áurea, Margarida (ou Marina) nasceu em Antioquia da Pisídia e era filha de um sacerdote pagão chamado Aedesius. Renegada pelo pai por causa da sua fé, foi viver com uma mãe adoptiva na Ásia Menor, actual Turquia, acabando a guardar ovelhas. Olybrus, o governador, fascinado com a beleza da jovem, propôs-lhe casamento, em troca da sua renúncia ao cristianismo. Não ocultando que era cristã, o governador decidiu então entregá-la aos cuidados de uma mulher nobre. Detinha a esperança que esta a convenceria a renegar Cristo. Mas Margarida manteve-se firme e negou-se a oferecer um sacrifício aos ídolos. Encarcerada por não aceder aos pedidos do prefeito, submeteram-na então às mais terríveis torturas, entre as quais se contam o açoitamento com varas, o cortar do seu corpo com tridentes, o cravar de cravos e a sua laceração por meio de um gancho. Contam-se então alguns episódios; Um relata que, sobrevivendo milagrosamente, conseguiu, mediante o sinal da cruz, expulsar de si mesma um demónio da sua garganta. Noutro momento, diz-se que, engolida por Satanás (que assumira a forma de um dragão), ela rasgou a pele do mesmo com um crucifixo que possuía, saindo então, de dentro do animal. Ora, curiosamente, seja isto verdade ou não, Margarida é então condenada à morte no ano de 304.
A sua lenda, descrita pelos cruzados diz que morreu decapitada, sem precisar se teria perdido a sua virgindade, mas permaneceu no imaginário popular como modelo de virgem consagrada.
As suas relíquias encontravam-se em Constantinopla até à tomada da cidade pelos cruzados no ano de 1204. O braço de Santa Margarida encontra-se no monte Atos no Mosteiro de Vatopedi. A Igreja Ortodoxa conhece Margarida como Santa Marina, e celebra-a no dia 17 de julho. Não confundir com Marina de Bitínia, também venerada como Santa Marina, por outras igrejas.
Tem sido, de igual modo, identificada com Santa Pelagia — sendo "Marina" o equivalente latino ao nome grego "Pelagia" — a qual, segundo a lenda, também se chamava Margarida. Não possuímos documentos históricos que distingam uma da outra. A "Marina" grega é natural de Antioquia, na Síria (em oposição a Antioquia da Pisídia). Todavia, no mundo ocidental perdeu-se a distinção entre os dois locais homónimos.
Sendo reconhecida como santa pela Igreja Católica, a sua festa litúrgica foi colocada no Martirológio Romano a 20 de julho. Do século XII ao século XX, ela fora incluída entre os santos celebrados onde quer que se celebrasse o rito romano.Margarida é ainda uma dos catorze santos auxiliares, e é um dos santos que teria falado com Joana d'Arc junto de São Miguel Arcanjo e Santa Catarina de Alexandria. 
Margarida teria aparecido para Joana d'Arc, junto com Santa Catarina de Alexandria e São Miguel, para ajudarem Joana a salvar a França dos ingleses. Santa Barbara e Santa Catarina foram uma das 14 santos auxiliares, com a adição de Santa Doroteia elas formam o grupo das Virgens capitais, as importantes virgens.

## Representações e atributos
É tida como padroeira da gravidez. O seu principal atributo é o dragão que leva preso ou que jaz a seus pés; por vezes é representada guardando o seu rebanho ou sustém uma cruz entre as mãos e um rosário de pérolas.

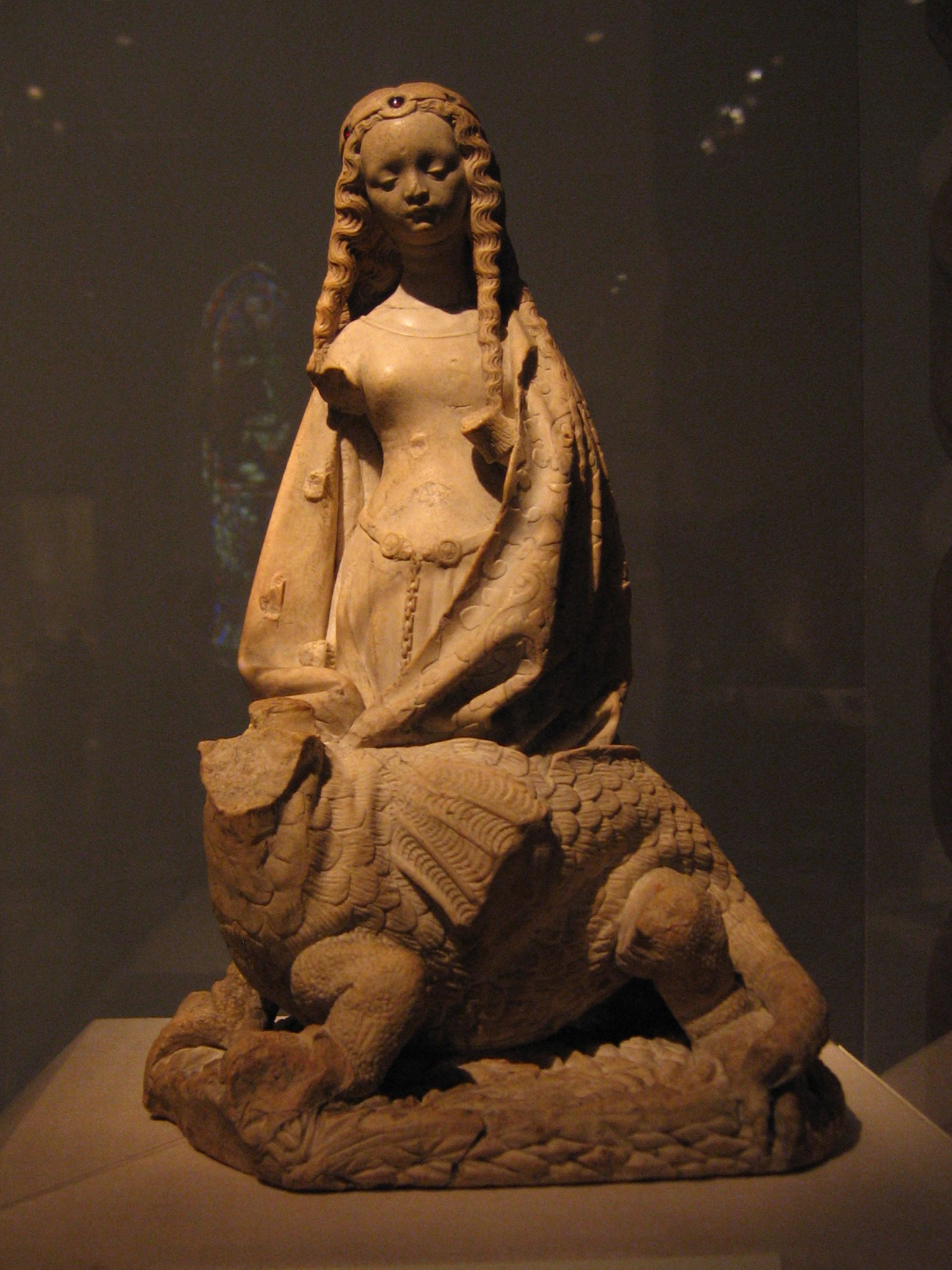
Santa Margarida e o Dragão, alabastro, com traços de dourado, Toulouse, c. 1475, Metropolitan Museum of Art
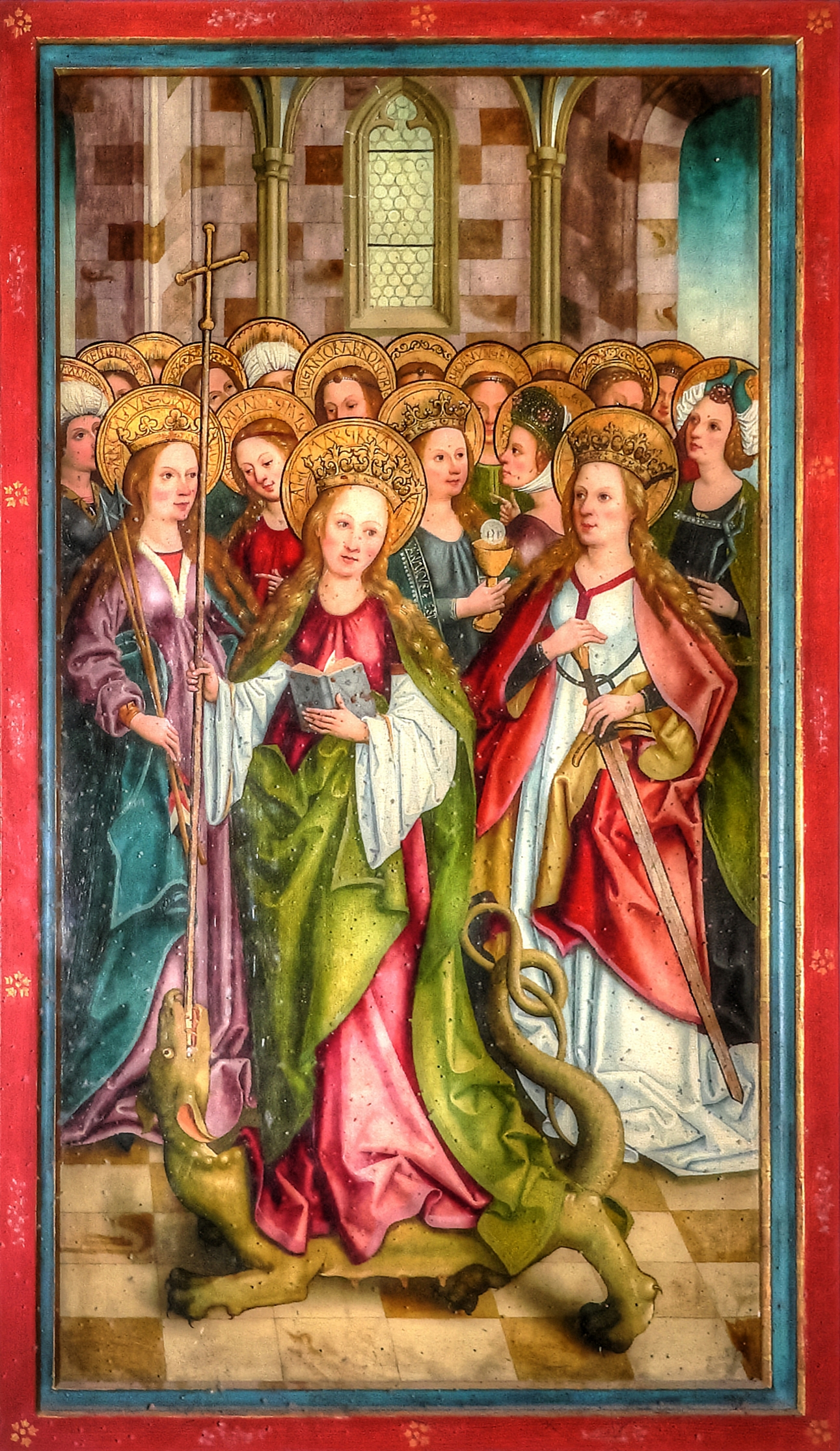
Santa Margarida com um grupo de santas virgens, Bartholomäus Zeitblom (c. 1489–1497), Catedral de Ulm
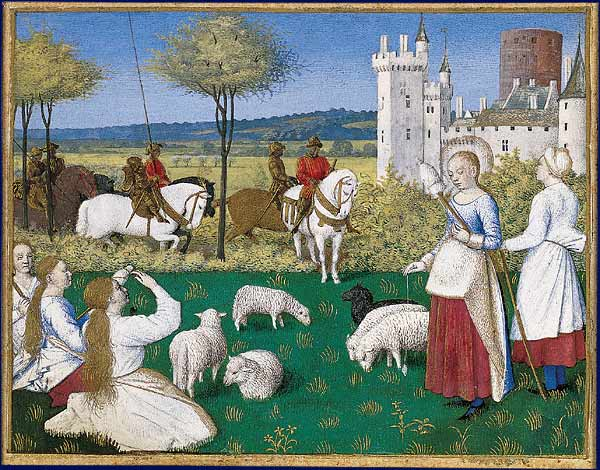
Santa Margarida e Olibrius, iluminura por Jean Fouquet
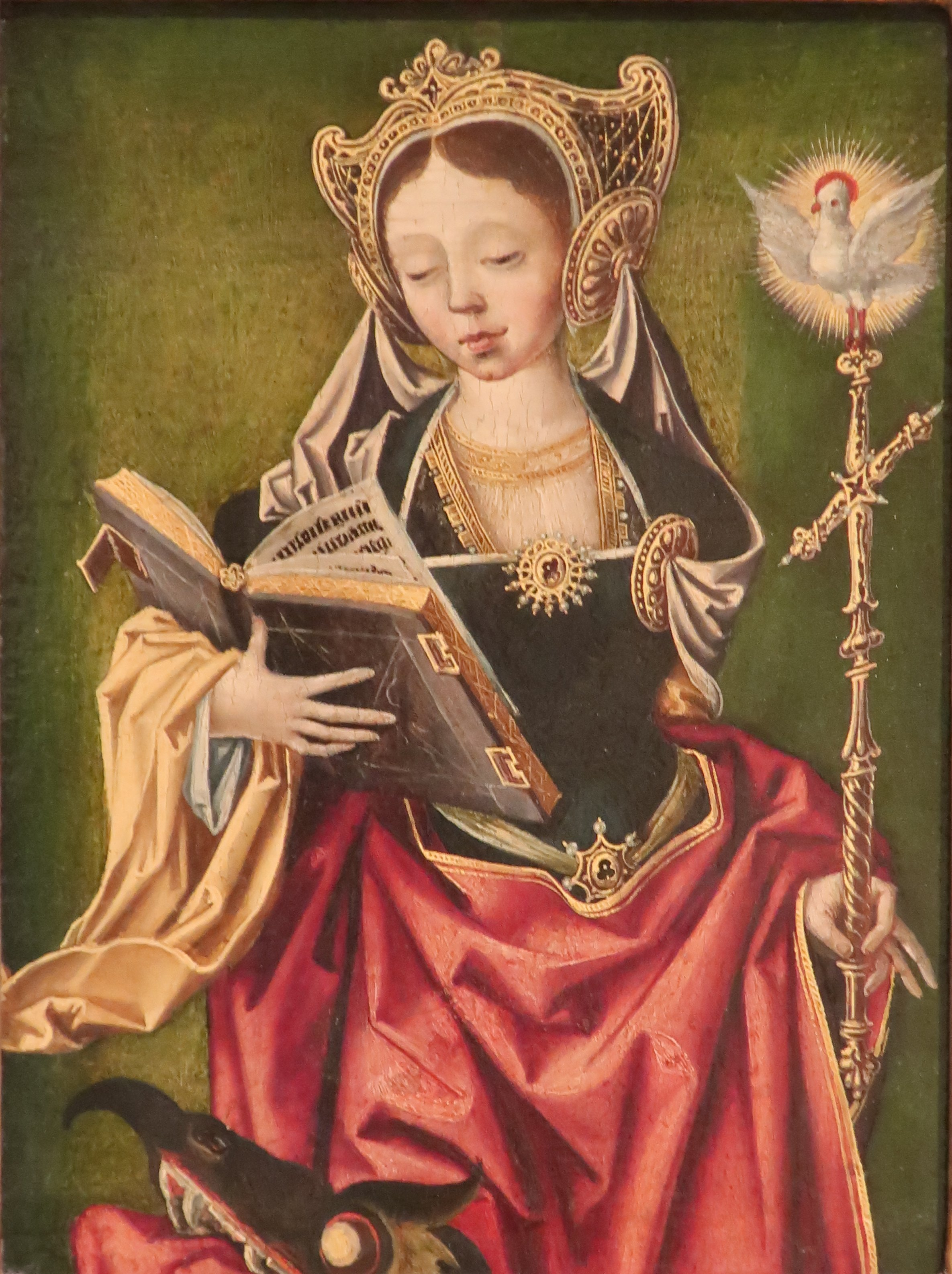
St. Margaret of Antioch por Jacob Cornelisz, c.1520.
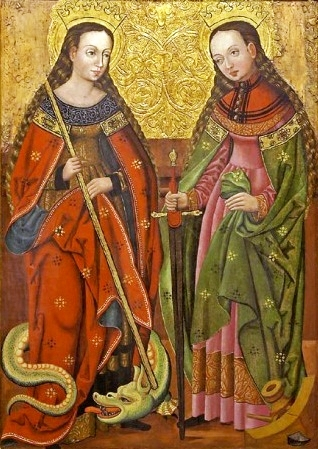
Santa Margarida e Santa Catarina, c.1525.
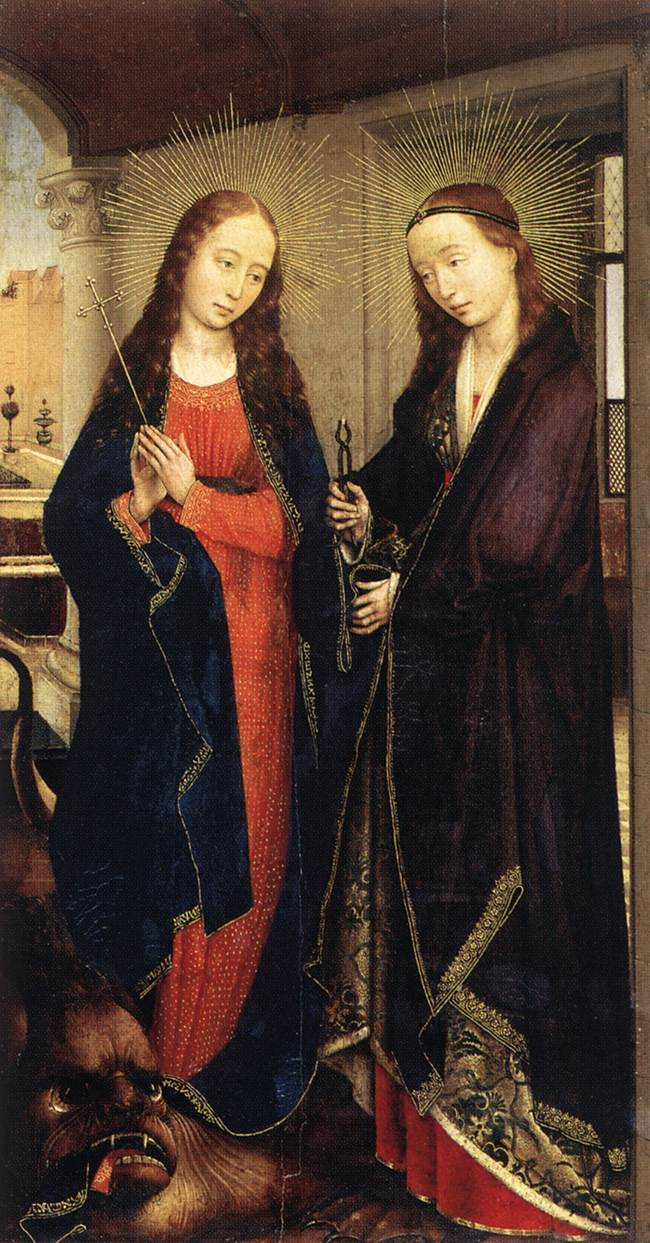
Irmãs Margarida e Apolonia, Rogier van der Weyden, c.1445.
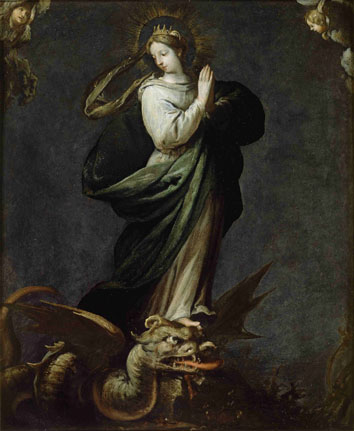
Santa Margarida ameaça o dragão, c.1605.
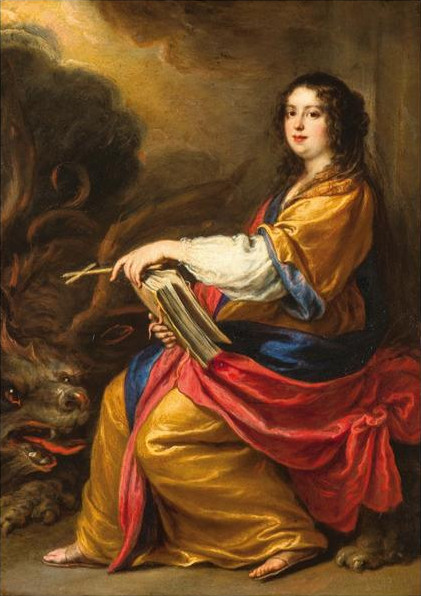
Vittoria della Rovere as Margarida, Justus Sustermans.